# Bandera de Nigèria

Disseny proposat per Michael Taiwo Akinkunmi.

La bandera de Nigèria és l'emblema nacional de Nigèria des de la creació de l'estat el dia 1 d'octubre de 1960. Està formada per tres franges verticals d'igual amplada, les exteriors de color verd i la interior blanca.

## Disseny
La bandera és una adaptació del disseny presentat per de Michael Taiwo Akinkunmi en una competició de l'any 1959. Llavors, Akinkunmi era un estudiant de 23 anys al Norwood Technical College de Londres, Anglaterra, quan va veure un anunci en un diari que s'acceptaven propostes per al disseny d'una nova bandera nacional. Va presentar un disseny que consistia en una franja vertical blanca central envoltada de dues de verdes a cada costat. El disseny també contenia un sol vermell radiant al centre de la franja blanca. Va guanyar el concurs, però el jurat van eliminar-ne el sol vermell, deixant només un disseny de tres franges. És típic que països culturalment diversos com Nigèria triin dissenys de banderes més simples i menys complexos per tal d'evitar ofendre inadvertidament a determinats grups ètnics o religiosos. La bandera es va utilitzar oficialment per primer cop el primer d'octubre de 1960, el dia que Nigèria va obtenir la independència del Regne Unit.

## Simbologia
El verd representa l'agricultura, el blanc la pau i la unitat ("Pau i Unitat" havia estat la primera divisa de Nigèria).

## Construcció i dimensions

Dimensions.

La bandera és dues vegades més llarga que ample, és a dir, té una proporció d'1:2. Les dimensions oficialment consignades són:
| Bandera | Llargada | Alçada |
| ------- | -------- | ------ |
| Gran    | 2,40 m   | 1,20 m |
| Mitjana | 1,80 m   | 0,90 m |
| Petita  | 1,20 m   | 0,60 m |

### Colors
| Model de color | Verd        | Blanc         |
| -------------- | ----------- | ------------- |
| CMYK           | 100-0-39-47 | 0-0-0-0       |
| RGB            | 0, 135, 83  | 255, 255, 255 |
| HTML           | #008753     | #FFFFFF       |

## Banderes històriques

Bandera de la Companyia Reial del Níger (1887–1888)
Bandera de la Companyia Reial del Níger (1888–1899)
Bandera dels Establiments Britànics de l'Àfrica Occidental
Bandera de la Colònia de Lagos (1886–1906)
Bandera del Protectorat Oil Rivers
Bandera del Protectorat de la costa del Níger
Bandera del protectorat de Nigèria del Nord (1900–1914)
Bandera del Protectorat de Nigèria del Sud (1900–1914)
Bandera de la Colònia i Protectorat de Nigèria (1914–1952)
Bandera de la Colònia i Protectorat de Nigèria (1952–1960)

## Banderes dels estats federats

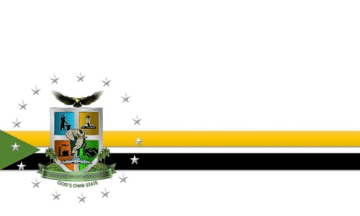
Abia
Adamawa
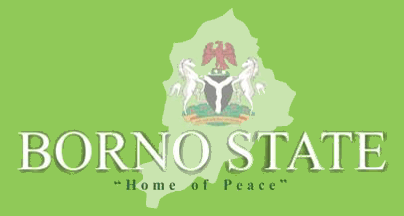
Estat de Borno
Cross River
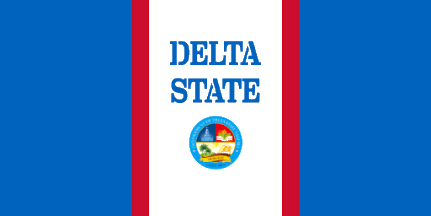
Delta
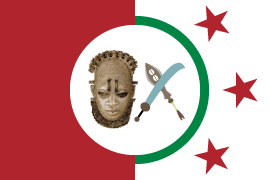
Edo
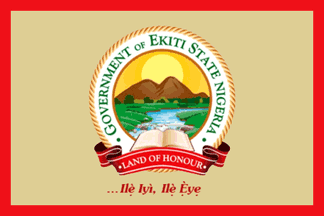
Estat Ekiti
Gombe
Jigawa
Estat de Kaduna
Estat de Kogi
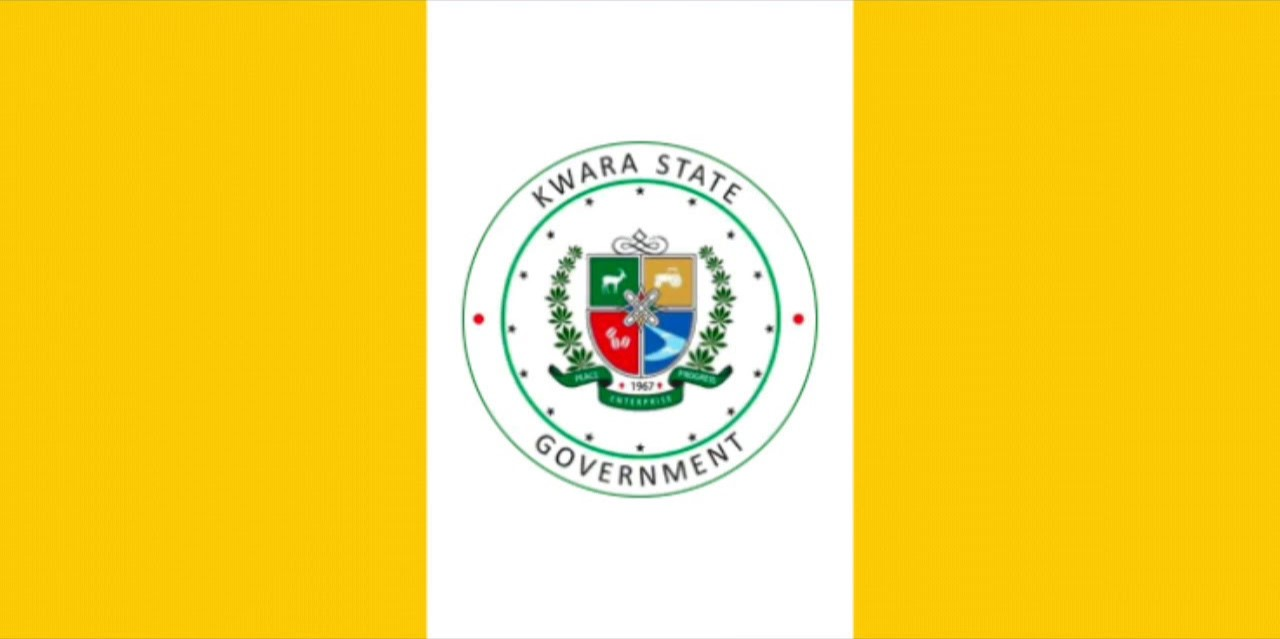
Kwara
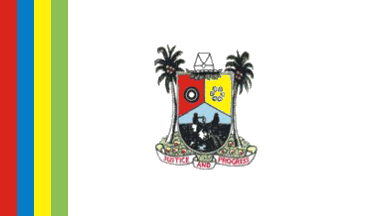
Lagos
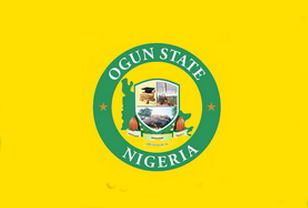
Ogun
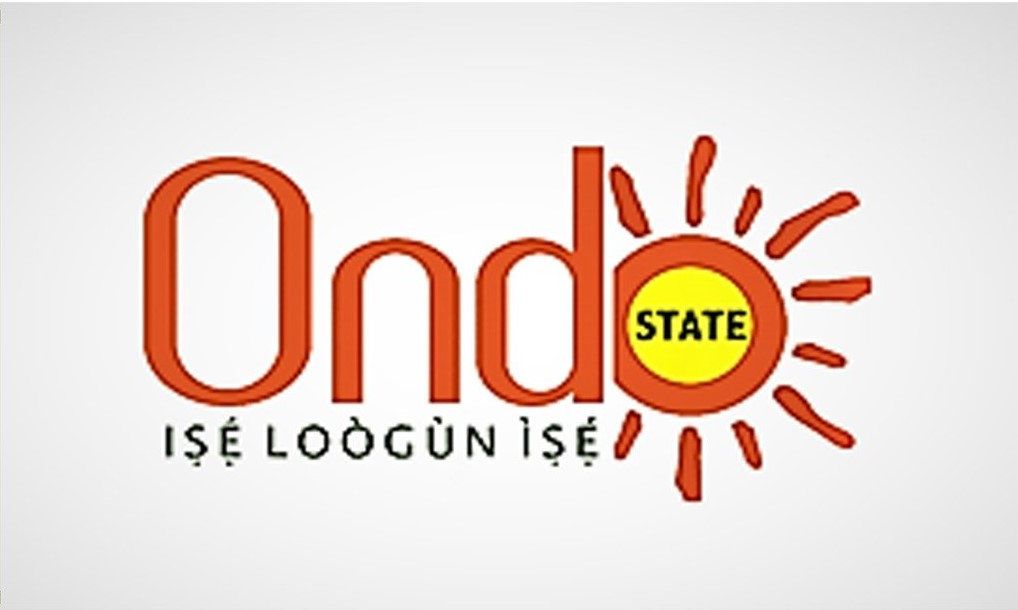
Estat d'Ondo
Oyo
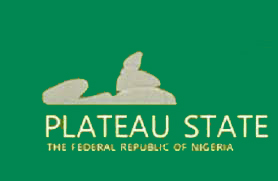
Plateau
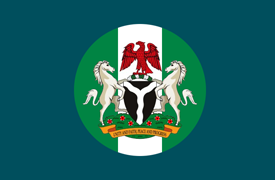
Yobe
Estat de Zamfara